# Dimbach (Pfalz)
Dimbach település Németországban, Rajna-vidék-Pfalz tartományban. Lakosainak száma 189 fő (2023. december 31.).

## Népesség
A település népességének változása:
| Lakosok száma | 163  | 188  | 184  | 183  | 194  | 189  |
|               | 1975 | 2017 | 2019 | 2021 | 2022 | 2023 |